# Storia dell'Egitto moderno

## Dal 1952 al 1970

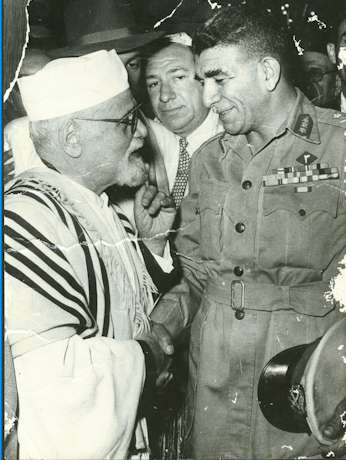
Il presidente Neghib con il rabbino capo d'Egitto Haim Nahum nel 1953.

### Il colpo di Stato
Al termine della seconda guerra mondiale, il movimento nazionalista cominciò a sollevare il problema della completa indipendenza dal Regno Unito. Ne conseguì l'organizzazione di un'opposizione decisa al regime dispotico e corrotto del re Faruq, finché nel luglio del 1952, con un colpo di Stato diretto dal generale Muḥammad Nagīb e dal colonnello Gamāl ʿAbd al-Nāṣer, il sovrano fu dichiarato decaduto e nel 1953 lo stesso Nagīb fu proclamato presidente della Repubblica. 

Il nuovo governo avviò un piano di ampie riforme sociali in particolare in campo agrario a cui risulta collegato anche il progetto della gigantesca diga di Assuan, la cui costruzione si realizzerà successivamente tra il 1959 e il 1965.

### La politica di Nasser
Nel 1954 Naǧīb fu però costretto a lasciare spazio all'"uomo forte" del regime, Gamāl ʿAbd al-Nasser, mentre un accordo firmato il 19 ottobre di quell'anno con il Regno Unito sullo sgombero entro 20 mesi delle sue forze militari, pur protraendo la presenza di tecnici nella zona del Canale di Suez, fu contestato dall'organizzazione islamica dei Fratelli Musulmani. Ad essa il governo rispose energicamente, cercando d'indurre l'organizzazione a destituire il proprio capo, al-Ḥasan al-Ḥudaybī. Gamāl ʿAbd al-Nāṣer fu fatto oggetto il 26 ottobre di un attentato di cui furono incolpati i Fratelli Musulmani e la conseguenza fu lo scioglimento due giorni dopo dell'organizzazione e l'arresto il 30 ottobre di al-Ḥudaybī e dei maggiori dirigenti della Fratellanza, oltre alla destituzione dalla sua carica di Naguib il 14 novembre, posto fino al 1972 agli arresti domiciliari
Sul piano della politica estera Nasser mirò a riacquistare la piena sovranità sul canale di Suez. Aprendo una crisi internazionale con l'Inghilterra (ottobre 1954). Dopo l'adozione il 16 gennaio 1956, di una Costituzione repubblicana di ispirazione socialista con partito unico, Gamāl ʿAbd al-Nāṣir il 23 giugno fu eletto Presidente della Repubblica.
Nasser intraprese una politica estera tesa a creare forti legami con gli stati arabi e aderì allo schieramento delle nazioni non-allineate. Sempre nel 1956 il rifiuto opposto dalla Banca Mondiale a intervenire economicamente per la costruzione della diga di Assuan (1956) portò Nasser a nazionalizzare la "Compagnia del canale di Suez", provocando l'intervento di Gran Bretagna e Francia. Questa crisi fu utilizzata a pretesto da Israele che, in accordo con le due nazioni europee, nel 1956 invase l'Egitto, spingendosi sino alla regione del canale. Il conflitto aperto cessò solo con l'intervento dell'ONU, che sotto la pressione di USA e URSS inviò alcuni contingenti militari nella zona di confine tra Egitto e Israele.

In politica interna, Nasser represse l'opposizione politica e introdusse un sistema a partito unico, l'Unione araba socialista e nel 1967 ottenne il ritiro delle forze dell'ONU e impose la chiusura dello stretto di Tiran, bloccando qualsiasi accesso ad Israele sul Mar Rosso. Queste misure furono tra le cause del riaccendersi dei Conflitti arabo-israeliani, con lo scoppio della Guerra dei sei giorni, che si concluse con l'occupazione da parte israeliana della penisola del Sinai e della Striscia di Gaza e che determinò un indebolimento della politica di Nasser. 
Alla sua morte improvvisa (1970) succedette Anwar al-Sadat, che l'anno successivo promulgò una nuova Costituzione imprimendo una svolta liberale all'economia della nazione, in contrasto con l'orientamento del suo predecessore.

## Dal 1970 al 2011

### Anwar al-Sadat
Partecipò nel 1952 al colpo di Stato con cui i Liberi Ufficiali del gen. Muhammad Neghib e il col. Gamāl 'Abd al-Nāsser detronizzarono Re Faruq I. Nel 1969, dopo aver ricoperto diversi incarichi nel governo egiziano, venne scelto come Vice Presidente dal Presidente Gamāl 'Abd al-Nāsser. Quando questi morì, l'anno seguente, Sādāt divenne Presidente.
Nel 1973  Sādāt, assieme alla Siria, guidò l'Egitto nella guerra del Ramadan (o guerra del Kippur) contro Israele, in seguito alla quale  Sādāt fu poi noto come l'"eroe dell'attraversamento". Malgrado l'attacco che colse di sorpresa l'esercito, Israele riuscì a riorganizzarsi e fermare l'avanzata degli egiziani, che comunque recuperarono buona parte del Sinai.
Con l'attacco l'Egitto poté rivendicare di aver "lavato l'onta" della sconfitta del 1967 e ne derivò una legittimazione a gestire la politica estera in modo autonomo dal nasserismo: la adoperò per firmare gli accordi di Camp David (17 settembre 1978).

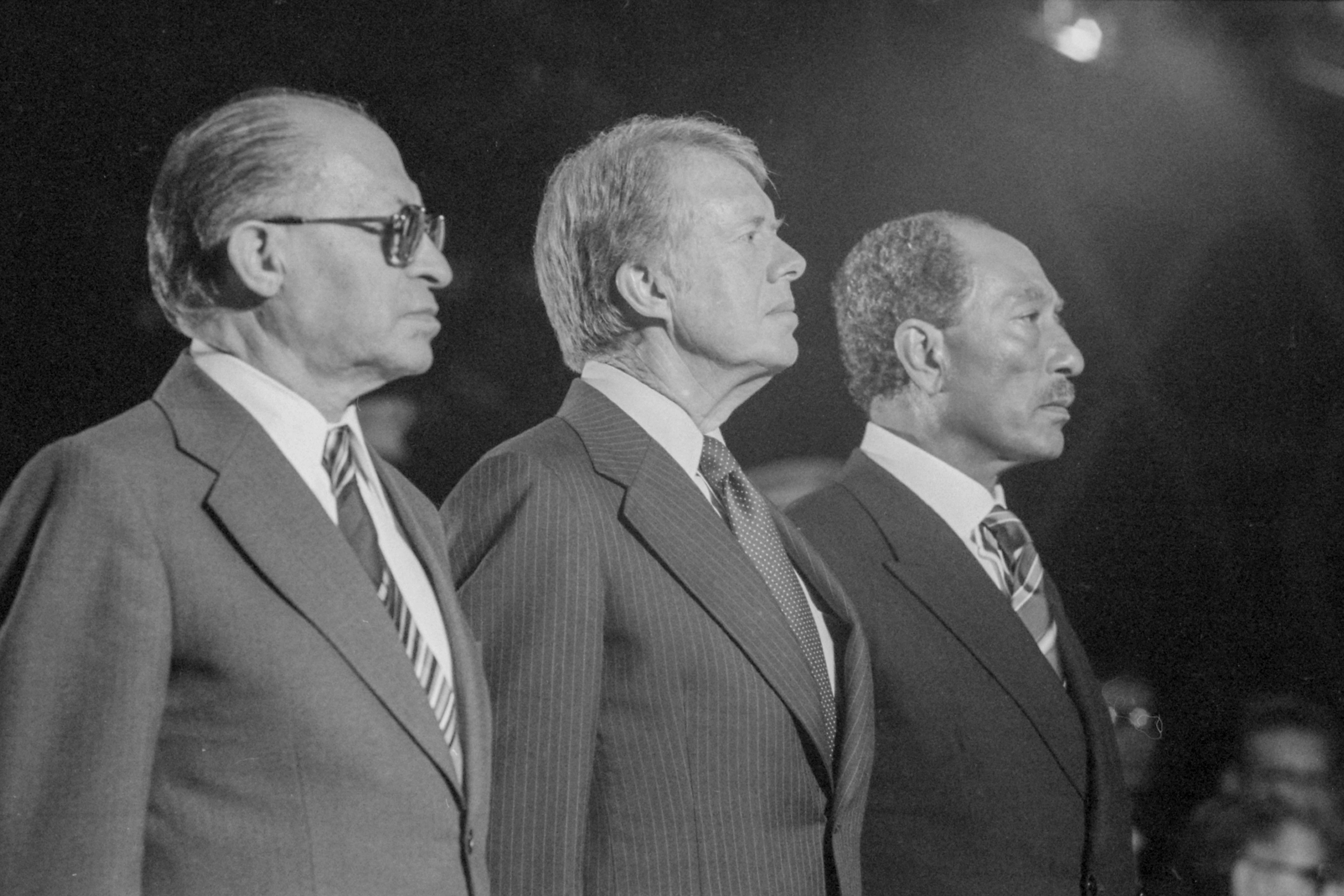
Menachem Begin, Jimmy Carter e Anwar al-Sadat a Camp David nel 1978.

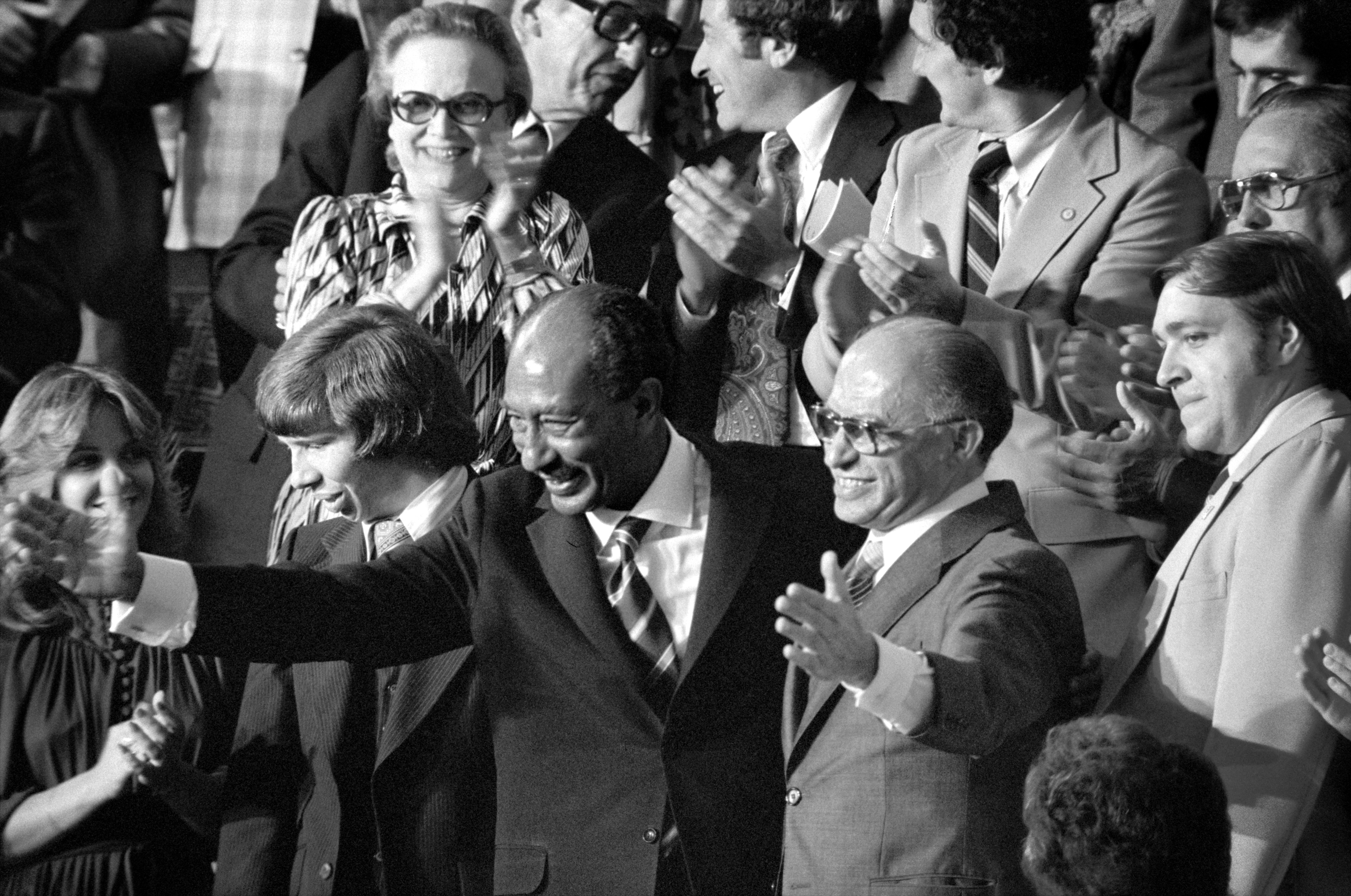
Sadat e Begin tra la folla plaudente a Camp David.

Nel settembre del 1981, Sādāt colpì duramente le organizzazioni musulmane, comprese quelle studentesche, e le organizzazioni copte, ordinando quasi 1600 arresti. Nel frattempo il sostegno internazionale a Sādāt si affievolì a causa del suo modo autoritario di governare, della crisi economica e della repressione dei dissidenti. Ancor peggio, le politiche economiche di Sādāt accentuarono il divario tra ricchi e poveri in Egitto.
Il 6 ottobre dello stesso anno,  Sādāt venne assassinato durante una parata al Cairo da Khalid al-Islambuli facente parte del gruppo al-Jihad. Gli succedette il Vice Presidente Hosnī Mubārak.

### La continuità di Mubārak e il fondamentalismo
Il Presidente Mubārak fu rieletto a grande maggioranza nei referendum elettorali per quattro volte: nel 1987, 1993, 1999 e 2005. I risultati di queste elezioni furono criticati dagli osservatori occidentali per le modalità in cui si svolsero. Nessuno infatti partecipava in concorrenza col Presidente, a causa delle restrizioni costituzionali adottate in un Paese in cui l'Assemblea del popolo (Majlis al-Shaʿb), ossia il Parlamento monocamerale egiziano, gioca un ruolo assolutamente determinante nell'eleggere il Presidente della Repubblica. Tuttavia, nel febbraio 2005, Mubārak promulgò un emendamento costituzionale che permetteva ad altri partiti politici di concorrere alle elezioni contro il Presidente uscente. Come però era chiaro a tutti gli osservatori neutrali, Mubārak fu rieletto per la quarta volta.
Successivamente si verificò un lento ma progressivo rafforzamento degli organi di comunicazione "liberi" ed accadde che giornali indipendenti criticassero talora il Presidente e la sua famiglia, essendo ben nota la propensione di Mubārak a che suo figlio Gamāl potesse a suo tempo succedergli.
Il 28 luglio 2005, Mubārak annunciò la sua candidatura, come ampiamente atteso da tutti. Per l'elezione prevista per il 7 settembre ci fu un forte dispiegamento di mezzi statali per appoggiare la candidatura presidenziale. Osservatori neutrali sottolinearono inoltre come fossero migliaia i voti falsificati a favore di Mubārak, espressi da elettori che non si erano precedentemente registrati e che non avrebbero quindi potuto recarsi ai seggi. L'8 settembre, Ayman Nūr, candidato del Partito el-Ghad (Partito del Domani), contestò i risultati elettorali e chiese la ripetizione delle elezioni. Il 9 settembre, il Comitato Elettorale Egiziano, formato da numerosi giudici indipendenti, rigettò la domanda di Ayman Nūr, che fu poco dopo pretestuosamente arrestato.

## Dal 2011 a oggi

### Dalle sommosse popolari al colpo di Stato militare
Il 1º gennaio 2011 il paese venne funestato da un attacco terroristico contro i cristiani copti, avvenuto ad Alessandria. Fu il preludio di una serie di proteste e manifestazioni senza precedenti, che scossero l'intera nazione, sull'onda delle proteste dei mesi precedenti in Tunisia. Le ragioni della protesta vanno ricercate nella disoccupazione, richiesta di innalzamento della paga minima, brutalità della polizia, corruzione dilagante, mancanza di libertà di parola e condizioni di vita disagiate.
L'11 febbraio 2011 Mubarak si dimise e il parlamento egiziano (Assemblea del popolo e Consiglio consultivo) venne sciolto. Il potere, sotto l'ombrello dei militari, passò al Consiglio supremo delle forze armate.
Le successive elezioni presidenziali del 2012 diedero la vittoria a Mohamed Morsi, candidato dei Fratelli Musulmani, e venne insediato come presidente il 30 giugno 2012. Morsi, tuttavia, si dimostrò incapace di far fronte alla disastrosa situazione economica e tentò una strisciante islamizzazione del Paese verso la shari'a. Il 3 luglio 2013, sulle ali della massiccia protesta popolare incarnata in particolare dal movimento Tamàrrud, un colpo di Stato militare guidato dal gen. ʿAbd al-Fattāḥ al-Sīsī destituì Mohamed Morsi e dichiarò sospesa la costituzione. Morsi fu incarcerato e nel 2014 lo stesso al-Sīsī fu eletto presidente della Repubblica.

### L'amministrazione al-Sisi
Il Presidente al-Sīsī ha messo a tacere energicamente il dissenso politico interno in particolare attraverso una vasta repressione delle organizzazioni fondamentaliste, iniziatasi con il massacro di piazza Rabi'a del 14 agosto 2013 e culminata nella messa al bando dei Fratelli Musulmani e nell'impiccagione di 1.200 dei loro dirigenti. Nei mesi e negli anni successivi la repressione si è esacerbata, colpendo critici del regime, giornalisti e dissidenti, usando sistematicamente sparizioni forzate, detenzioni arbitrarie, interrogatori sotto tortura. Secondo Reporter senza frontiere, l'Egitto è il secondo paese al mondo per numero di giornalisti imprigionati.
La restaurazione di un regime autoritario è coincisa con una relativa crescita economica e un'apertura del governo alle minoranze religiose del paese, specialmente ai copti ortodossi. Sul piano della politica estera al-Sisi si è speso per restituire all'Egitto un ruolo di primo piano nelle questioni vicino-orientali, attraverso una rinnovata cooperazione con influenti attori internazionali quali Russia e Arabia Saudita.